# Wilebaldo Solano
Wilebaldo Solano Alonso (Burgos, 7 juillet 1916 – Barcelone, 7 septembre 2010) est un homme politique et journaliste communiste espagnol, dirigeant du Parti ouvrier d'unification marxiste (POUM).

## Biographie
Il étudie la médecine et milite à la Jeunesse communiste ibérique, organisation dont il fut le secrétaire général durant la guerre civile espagnole après la mort de Germinal Vidal, et directeur de l'hebdomadaire Jeunesse communiste (1936-1937). En février 1937, il participe directement à la création du Front de la jeunesse révolutionnaire, formé à la base par les Jeunesses libertaires et celles du POUM. Il fut un des membres du Comité exécutif clandestin du POUM avec Narcís Molins i Fàbregas, Gironella (Enric Adroher), Josep Rodes et Joan Farré Gassó à partir de juillet 1937 et, arrêté en avril 1938, reste à la prison Model de Barcelone jusqu'à la fin de la guerre civile.
Il part en exil et s'établit à Paris, où il essaie de réorganiser le POUM et publie de nouveau La Batalla, organe du POUM. Arrêté à Montauban en 1941, il fut condamné à 20 ans de travaux forcés par le régime de Vichy. Libéré en 1944, il rejoint le maquis jusqu'à la fin de la Seconde Guerre mondiale. Il travaille pour l'AFP de 1953 à 1981. Il est auteur d'une biographie d'Andreu Nin incluse dans la réédition de son œuvre Les Mouvements d'émancipation nationale (1970).